# Пихта Ченга
Пи́хта Че́нга (лат. Ábies chengii) — вечнозелёное однодомное дерево; вид рода Пихта семейства Сосновые (Pinaceae). Дерево является мало изученным. Родина пихты — Китай.
В некоторых научных изданиях этот вид пихты рассматривается как разновидность пихты Форреста: Abies forrestii var. forrestii Coltm.-Rog..
Размер популяции растения в условиях дикой природы остаётся неизвестными, так как неоднократные попытки обнаружить пихту Ченга в предполагаемых местах произрастания не увенчались успехом.
В Европе выращивается в некоторых растительных питомниках Великобритании из семян, собранных и привезённых шотландским ботаником Джорджем Форрестом в 1931 году в провинции Юньнань.